# (7053) 1989 FA
(7053) 1989 FA (1989 FA, 1990 OJ3) — астероїд головного поясу.
Тіссеранів параметр щодо Юпітера — 3,608.